# Canario Luna
Washington Luna, más conocido como Canario Luna (Montevideo, 19 de agosto de 1938 - Ib., 30 de julio de 2009), fue un cantor uruguayo de murga y tango. Alcanzó la fama como integrante de la murga Falta y Resto y con las numerosas colaboraciones que hizo con el músico Jaime Roos. Publicó seis álbumes de estudio y dos recopilaciones y participó activamente en el carnaval uruguayo hasta su retiro en 2004. Reconocido por su voz de sobreprimo, es ampliamente considerado uno de los cantantes más importantes del carnaval uruguayo.

## Biografía
Nacido en el barrio Villa Española de la capital uruguaya, comenzó a subirse a los tablados a la edad de 12 años. De familia humilde, trabajó desde pequeño como canillita, lustrabotas y vendedor de lotería.
En sus inicios artísticos integró una comparsa llamada "Guerreros Africanos", y participó en diversos grupos de humoristas como "Negros Melódicos" y "Jardineros de Harlem". Integró las murgas "Los Pichones de Antaño", "Los Saltimbanquis", "La Milonga Nacional", entre otras. Alcanzó la fama con la murga Falta y Resto, de la cual fue uno de los fundadores a principios de la década de 1980.
Desde 1966 era conocido por su apodo "Canario Luna", ya que este fue el nombre de un personaje que interpretó en el concurso de Carnaval de ese año, en la Murga Don Timoteo.
Desempeñó varios trabajos a lo largo de su vida. Fue lustrador de zapatos y vendedor de diarios, de billetes de lotería y de Coca-Cola en el Estadio Centenario con Eugenio Pérez, uno de los primeros vendedores de Montevideo Refrescos, quien le enseñó al Canario formas de entonar y estimular su voz en las tribunas del Estadio para lograr una voz inconfundible. Nunca se definió como un artista profesional. Dijo en varias oportunidades "yo no canto, grito" y que esta actividad era "una changa pa' comer con aceite".
También manifestó:

Nunca fui un profesional, siempre uno del montón. Cuando hago un espectáculo quiero que la gente se divierta.

En 1985 el conocido músico Jaime Roos lo convoca para grabar la canción «Brindis por Pierrot», que se incluiría en el disco homónimo, junto también a la murga Falta y Resto. También realizó actuaciones con los músicos Tabaré Cardozo, "Pitufo" Lombardo, Alejandro Balbis, los hermanos Hugo y Osvaldo Fattoruso, Jorge Lazaroff, El Sabalero y Raúl "Tintabrava" Castro, entre otros.
Participó de las murgas hasta el año 2000, cuando integró la murga "La Clarinada". En el año 2004 ensayó con la murga "La matinée" e incluso dio la prueba de admisión con ellos, pero luego el Canario decidió no salir y retirarse del carnaval.
Realizó varias giras internacionales, recorriendo Estados Unidos, Canadá, España, Australia, Venezuela y Argentina.
En el 2008 participó del documental Hit, que recorre 50 años de música uruguaya contando la historia de algunas de sus principales canciones, sus intérpretes y sus compositores. Fue entrevistado por la canción "Brindis por Pierrot"
Una de sus melodías más populares es Uruguayos campeones, adaptación de la original de Francisco Canaro y Omar Odriozola.

## Fallecimiento
Luego de padecer cáncer por varios años, falleció el 30 de julio de 2009 a los 70 años, tras haber pasado varios días internado. Sus restos descansan en el Cementerio del Norte.

## Discografía
- 1986, Todo a Momo (con Falta y Resto. Orfeo SULP 90833)
- 1989, Otra vez carnaval (Orfeo 91033-1)
- 1992, El Canario en su salsa (con el grupo Combo Camagüey)
- 1997, El Canario al tope
- 2000, Por la vuelta (con la participación de varios artistas y murgas)
- 2007, El tablado callejero (con Tabaré Cardozo)
- 2009, Que el letrista no se olvide (antología)
- 2010, Canciones celestes